# Park Narodowy Bet Sze’an
Park Narodowy Bet Sze’an (hebr. גן לאומי בית שאן, Gan le’umi Bet Sze’an; ang. Bet She'an National Park) – park narodowy obejmujący park archeologiczny antycznego miasta Scytopolis, położony we współczesnym mieście Bet Sze’an na północy Izraela.

## Położenie
Park Narodowy jest położony na wzgórzu Tel Bet Sze’an o wysokości -75 metrów p.p.m. Jest położony w północnej części miasta Bet Sze’an, w intensywnie użytkowanej rolniczo Dolinie Bet Sze’an, będącej częścią Rowu Jordanu w Dolnej Galilei. Na północ od parku przepływa rzeka Charod, która na wschodzie wpada do rzeki rzeki Jordan.

## Historia

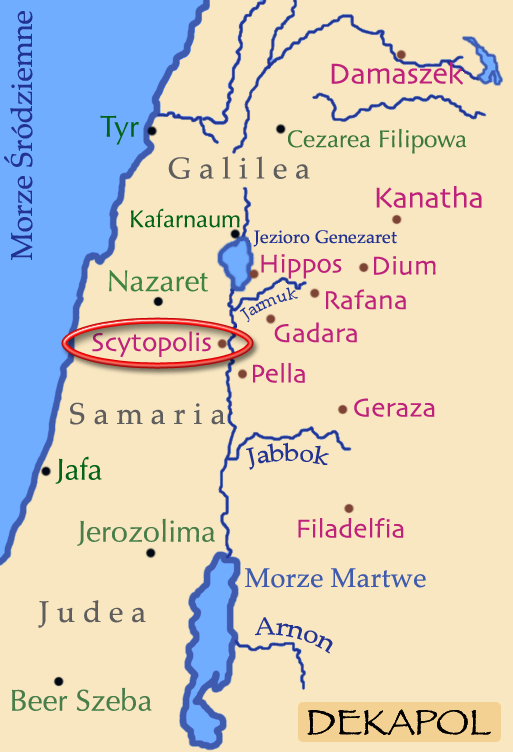
Scytopolis na mapie Dekapolu

Położenie geograficzne miasta decydowało o jego strategicznym znaczeniu. Kontrolowało ono skrzyżowanie najważniejszych dróg w Dolinie Jordanu i Dolinie Jezreel, broniąc w ten sposób dostępu do wybrzeża Morza Śródziemnego, a także do Galilei i Jerozolimy. Takie położenie powodowało, że od najdawniejszych czasów znajdowały się tutaj osady ludzkie. Wykopaliska archeologiczne prowadzone na tell Bet Sze’an ustaliły prawdopodobną datę najwcześniejszej obecności ludzi. Wyniki badań wskazują, że pierwsza osada powstała pod koniec okresu neolitu lub na początku chalkolitu (VI-V tysiąclecie p.n.e.). Pozostałości odnalezionej ceramiki wskazują, że osada istniała z przerwami do końca wczesnej epoki brązu (III tysiąclecie p.n.e.). Położony w północnej części wzgórza cmentarz był użytkowany od epoki brązu do czasów bizantyjskich. Najstarsze odkryte nagrobki kanaanejskie pochodzą z XX-XVI wieku p.n.e..
Po podboju Bet Sze’an przez egipskiego faraona Totmesa III (XV wiek p.n.e.), miasteczko zostało przekształcone w centrum administracji regionu. Zostało ono wówczas wymienione w liście zdobytych miast (świątynia Amona w Karnaku) oraz w listach z Amarny. Egipcjanie zmienili organizację miasta i pozostawili po sobie wiele śladów kultury materialnej. Odkryto pozostałości dużej świątyni z tego okresu (39 metrów długości). Odnalezione artefakty wskazują, że była ona poświęcona kananejskiemu bogowi Mekalowi. Prawdopodobnie świątynię wybudowano w miejscu starszej. Z innych obiektów odkryto mały pałac egipskiego namiestnika, duży budynek administracyjny, stele i pomnik. Najazdy ludów Morza zakończyły panowanie egipskie w Kanaanie. Prawdopodobnie w drugiej połowie XIII wieku p.n.e. ziemie te zajęły koczownicze plemiona izraelitów. Około 1100 roku p.n.e. zdobyli je Filistyni, którzy wykorzystywali je do dalszego podboju Starożytnego Izraela. Około 1007 roku p.n.e. w bitwie na wzgórzu Gilboa Filistyni zabili izraelskiego króla Saula i trzech jego synów. Biblia opisuje, że na murach Bet Sze’an zawieszono wówczas ciało zabitego króla. Fragmenty murów obronnych miasta z tego okresu zostały odnalezione. Miasto zostało zdobyte przez Izraelitów dopiero za czasów podbojów króla Dawida i włączone w granice jego królestwa. W okresie panowania jego syna, króla Salomona, Bet Sze’an było ważnym ośrodkiem lokalnej administracji. Asyryjski podbój północnego Izraela dokonany przez Tiglat-Pilesera III doprowadził do spalenia w 732 roku p.n.e. miasta Bet Sze’an. Po tym zniszczeniu miasto przez bardzo długi czas nie było odbudowywane.
Okres hellenistyczny przyniósł odbudowę miasta, któremu zmieniono nazwę na Scytopolis (gr. Σκυθόπολις). Prawdopodobnie nazwa została zaczerpnięta od scytyjskich najemników, którzy po zakończeniu służby wojskowej osiedlili się tutaj jako weterani. Według mitologii greckiej założycielami miasta był Dionizos i opiekunka jego dzieci, Nysa, która została właśnie tam pochowana. Stąd miasta było powszechnie znane jako Nysa-Scytopolis. Niewiele wiadomo o wczesnej historii tego miasta, poza faktem, że w III wieku p.n.e. na tutejszym wzgórzu wybudowano dużą świątynię. Nie wiadomo komu była ona poświęcona, ale użytkowano ją jeszcze w czasach rzymskich. W latach 301-198 p.n.e. cały obszar Scytopolis znajdował się pod kontrolą egipskich Ptolemeuszy, którzy prowadzili wojny z syryjskimi Seleucydami (w 198 roku p.n.e. podbili ten rejon). Za panowania króla Antiocha IV w II wieku p.n.e. Scytopolis uzyskało prawa miejskie. Rozpoczął się wówczas okres dużego rozwoju i rozbudowy miasta. Odegrało ono ważną rolę w żydowskim powstaniu Machabeuszów (lata 167-160 p.n.e.). Król Demetriusz II Nikator stracił tutaj żydowskiego arcykapłana Jonatana. Pod koniec II wieku p.n.e. miasto zostało zniszczone przez pożar. W 107 roku p.n.e. zdobył je etnarcha Judei Jan Hirkan I, który zmusił całą tutejszą ludność do religijnego obrządku obrzezania praktykowanego w judaizmie. Mieszkańcy, którzy odmówili musieli opuścić miasto, a ich majątki uległy konfiskacie. Rodziny mogły odzyskać swoje mienie po 63 roku p.n.e., kiedy rzymski generał Pompejusz włączył Scytopolis do związku dziesięciu greckich miast Dekapolu. Stanowiły one centrum kultury greko-rzymskiej, a Pax Romana gwarantował miastom rozwój, o czym poświadcza wspaniała architektura budowli wzniesionych w tym okresie. Wydarzenie było tak doniosłe, że mieszkańcy Scytopolis oparli swój kalendarz właśnie na tej dacie. Rzymianie wznieśli termy, teatr, hipodrom, decumanus i cardo, oraz inne charakterystyczne rzymskie budowle. Ciemne bloki bazaltu dostarczano z odległych o 7 km wzgórz Gilboa. Stamtąd docierała także woda, specjalnie w tym celu wybudowanym akweduktem. W czasie wojny żydowsko-rzymskiej (66-73) miasto opowiedziało się po stronie Cesarstwa rzymskiego. Najlepsze lata swojej świetności miasto przeżywało w II wieku. W jego pobliżu stacjonował wówczas VI legion rzymski. Scytopolis było jednym z najważniejszych ośrodków włókiennictwa imperium rzymskiego. W jednym z edyktów o cenach maksymalnych cesarza Dioklecjana, wytwarzane w tutejszych warsztatach tkaniny zostały sklasyfikowane jako wyroby pierwszej jakości. Po edykcie mediolańskim (313 rok) w mieście wzrosły wpływy społeczności chrześcijańskiej, o czym świadczy duża liczba kościołów. Całe miasto otoczono murem obronnym, a położoną w centrum pogańską świątynię zburzono. Podczas trzęsienia ziemi w 363 roku, wiele budynków zostało zniszczonych. Miasto szybko odbudowano i w 409 roku zostało stolicą rzymskiej prowincji Palæstina Secunda. Od 395 roku zaczął się okres bizantyjski. O bogactwie ówczesnych mieszkańców Scytopolis świadczą odnalezione piękne zdobienia w pozostałościach licznych luksusowych willi. W VI wieku miasto osiągnęło swoją maksymalną wielkość, osiągając populację 40 tys. mieszkańców. Do najsławniejszych obywateli Scytopolis zalicza się chrześcijańskiego historyka Cyryla Scytopolitańskiego. Przebywali w nim na wygnaniu: Euzebiusz z Vercelli oraz święty Gaudencjusz w czasie schizmy ariańskiej. Do upadku miasta przyczynił się wyzysk urzędników bizantyjskich, którzy doprowadzili do zapaści tutejsze rzemiosło włókiennicze.
W 634 roku muzułmański kalif Umar ibn al-Chattab pokonał wojska bizantyjskie i zajął miasto Scytopolis, którego nazwę zmieniono na Beisan. Dzień zajęcia miasta był świętowany jako „Dzień Beisan”. Miasto nie zostało zniszczone i nowo przybyli muzułmanie aż do VIII wieku żyli razem z chrześcijanami. Jednak miasto pod panowaniem Ummajjadów zaczęło stopniowo chylić się ku upadkowi, a zabytki rzymsko-bizantyjskiej architektury zaniedbano. W architekturze miasta coraz bardziej zaczęła dominować typowa arabska zabudowa, z ulicznymi prowizorycznymi straganami i sklepami tworzonymi pomiędzy starożytnymi kolumnami. W dniu 18 stycznia 749 roku Beisan zostało całkowicie zniszczone przez trzęsienie ziemi. Miasto nie zdołało się już odbudować, a dowodem jego postępującej dewastacji było wywożenie cennych marmurów na budowy w innych częściach kraju. Na ruinach miasta powstało kilka niewielkich osiedli mieszkaniowych, z charakterystycznymi wąskimi uliczkami arabskimi.
Prace archeologiczne rozpoczął tutaj w latach 1921-1933 University of Pennsylvania. Większość odnalezionych wówczas artefaktów umieszczono w Muzeum Rockefellera w Jerozolimie i w Muzeum University of Pennsylvania w Filadelfii. W 1983 roku prace wykopaliskowe wznowił Uniwersytet Hebrajski. W następnych latach ujawniono pozostałości osiemnastu kolejno istniejących w tym miejscu osad. Odkryte antyczne budowle weszły w skład Parku Narodowego Bet Sze’an, który jest jednym z najbardziej imponujących miejsc w Izraelu.

## Park Narodowy
Park słynie z zabytków architektonicznych z okresu rzymsko-bizantyjskiego. Odnowiono wspaniałe zabytkowe ulice z kolumnami, na których w przeszłości opierał się dach przykrywający chodniki ze stoiskami handlowymi. Do najsłynniejszych należą ulice Palladiusa oraz Silvanusa. Na północnym krańcu ulicy Palladiusa wznosi się monumentalna brama z trzema wejściami. Z tego miejsca stroma droga ze schodami prowadzi na wzgórze górujące nad miastem. U stóp wzgórza odnaleziono ołtarz poświęcony Zeusowi. Do czasów bizantyjskich na wzgórzu wznosiła się świątynia Zeusa, później w miejscu tym stanął kościół. W centrum miasta wznosi się bazylika (długość 70 m i szerokość 30 m) ze wspaniałą agorą z jońskimi kolumnami. Przy ulicy Silvanusa znajduje się publiczna fontanna nimfeum, do której woda była doprowadzana akweduktem. Przy skrzyżowaniu głównych ulic znajdują się pozostałości rzymskiej świątyni, prawdopodobnie poświęconej Dionizosowi, tradycyjnemu założycielowi i patronowi miasta. Po zniszczeniach z okresu bizantyjskiego do czasów współczesnych zachowała się jedynie fasada świątyni. Na wschód od bazyliki zachowała się bizantyjska łaźnia, która obejmuje kwadratową salę (20x20 m) służącą jako basen kąpielowy. Ściany pokoju i podłoga są wyłożone marmurowymi płytkami. W jednej ze ścian znajdowała się fontanna. U podnóża łaźni znaleziono liczne kawałki posągów, zniszczonych prawdopodobnie w okresie bizantyjskim. Stojący w południowej części miasta monumentalny teatr jest najlepiej zachowanym teatrem rzymskim. Scena ma średnicę 110 metrów. Widownia mogła pomieścić 7 tys. osób. Kolejną atrakcją jest amfiteatr, który wybudowano w południowej części centrum miasta. Owalny amfiteatr (102x67 m) otaczał arenę o długości 82 m i szerokości 47 m. Arena była otoczona ścianami o wysokości 3,2 m. Widownia mogła pomieścić 5-7 tys. widzów. Niestety, do czasów współczesnych z widowni zachowały się jedynie trzy rzędy siedzeń. W amfiteatrze odbywały się pojedynki gladiatorów, polowania na dzikie zwierzęta i zawody sportowe. Na północny zachód od teatru wybudowano duży kompleks publicznych łaźni (długie 100 m i szerokie 90 m), które składały się z ośmiu sal z otwartym basenem kąpielowym i fontannami. Sale były podgrzewane przez hypocaustum.

### Turystyka
Każdego roku do parku przyjeżdża około 300 tys. turystów. Czas zwiedzania wynosi około 2-4 godzin. Całość parku jest dostępna dla osób niepełnosprawnych.
W lipcu 2008 roku zainaugurowano audiowizualne pokazy nocne, które rozświetlają antyczne budowle na powierzchni 11 akrów. Projekt umożliwia osobom odwiedzającym park odbycie „podróży w czasie” i poznanie historii miasta na przestrzeni tysięcy lat. Każdego roku prezentację ogląda ponad 40 tys. zwiedzających. W parku narodowym odremontowano okazały dawny turecki budynek rządowy Saraja, w którym od 2011 roku umieszczono biuro obsługi turystów, sklep z pamiątkami, galerię, oraz restaurację i kawiarnię. Spod tego budynku rusza kolejka turystyczna, która umożliwia obejrzenie całego parku narodowego z wygodnych wagoników.
Plan rozwoju turystyki w regionie zakłada wykorzystanie antycznego miasta Scytopolis jako centrum przyciągającego turystów do doliny Bet Sze’an. Na wschód od obszaru parku archeologicznego ma w przyszłości powstać centrum handlowe. Władze miasta planują powiększyć obszar wykopalisk, które obecnie udostępniają turystom zaledwie 10% całości wykopalisk. W tym celu ma powstać muzeum oraz kompleks hotelowy z usługami spa. Okoliczne osady rolnicze również realizują projekty rozbudowy bazy hotelowej i poprawienia atrakcyjności miejsc wypoczynku, koncentrując się na rehabilitacji w termalnych kąpielach mineralnych.